# Ногейл, Яромир
Яромир Ногейл (чеш. Jaromír Nohejl; 24 сентября 1925, Кутна-Гора — 22 марта 2004, Оломоуц) — чешский дирижёр.
Окончил Пражскую консерваторию, где изучал дирижирование у Павла Дедечека и композицию у Богумила Шпидры.
В 1951 году возглавил в Оломоуце смешанный хор «Жеротин». С 1956 года второй дирижёр Моравского филармонического оркестра, в 1960—1986 гг. его главный дирижёр. Наиболее яркие страницы в истории работы Ногейла с этим коллективом — Седьмая симфония Дмитрия Шостаковича в 1957 году и его же Двенадцатая симфония в 1963 году, Реквием Гектора Берлиоза (1968) и Военный реквием Бенджамина Бриттена (1973), Третья (1980) и Вторая (1981) симфонии Густава Малера; кульминацией карьеры Ногейла стало его выступление во главе оркестра на фестивале «Пражская весна» 1985 года с программой из произведений Вольфганга Амадея Моцарта, Богуслава Мартину и Йиржи Пауэра, отражавшей его общий принцип собирания программы из классического репертуара, крупного симфонического репертуара XX века и новой чешской музыки. После 1986 года спорадически выступал с Моравским филармоническим оркестром как приглашённый дирижёр. Удостоен премии города Оломоуц (1999).